# Hydropsyche hreblayi
Hydropsyche hreblayi är en nattsländeart som beskrevs av Wolfram Mey 1998. Hydropsyche hreblayi ingår i släktet Hydropsyche och familjen ryssjenattsländor. Inga underarter finns listade i Catalogue of Life.